# Ellen Dorrit Petersen
Pour les articles homonymes, voir Petersen.
Ellen Dorrit Petersen, née le 4 décembre 1975 à Tau (Norvège), est une actrice norvégienne.

## Filmographie partielle

### Cinéma
- 2008 : Pionéren (court métrage) de Nils Sandvik : Alise
- 2008 : En eaux troubles (DeUsynlige) d'Erik Poppe : Anna
- 2008 : Iskyss de Knut Erik Jensen : Vera Våge
- 2010 : Pax d'Annette Sjursen : Kathrine
- 2010 : Les Révoltés de l'île du Diable (Kongen av Bastøy) de Marius Holst : Bestyrerens kone
- 2011 : Fjellet d'Ole Giæver : Solveig
- 2012 : Inn i mørket de Thomas Wangsmo : Anita
- 2013 : Voice of Life (court métrage) de Knut Erik Jensen : la femme
- 2014 : Blind d'Eskil Vogt : Ingrid
- 2015 : Villmark 2 de Pål Øie : Live
- 2016 : Shelley d'Ali Abbasi : Louise
- 2017 : Thelma de Joachim Trier : Unni
- 2020 : Poissonsexe d'Olivier Babinet : Eeva Kukkola
- 2021 : The Innocents d'Eskil Vogt : la mère d'Ida et Anna
- 2024 : La Convocation (Armand) de Halfdan Ullmann Tøndel : Sarah

### Télévision
- 2015 : Acquitté
- 2018 : Borderliner

## Distinctions

### Récompenses
- 2009 : Prix Amanda de la meilleure actrice pour Iskyss
- 2014 : Prix Amanda de la meilleure actrice pour Blind
- 2014 : Kosmorama (Festival international du film de Trondheim) : Prix Kanon de la meilleure actrice dans un rôle principal pour Blind

### Nominations
- 2011 : Prix Amanda de la meilleure actrice pour Fjellet (avec Marte Magnusdotter Solem)